# Айяш, Салим
Салим Джамиль Айяш (араб. سليم جميل عيّاش‎; 10 ноября 1963, Харуф — 10 ноября 2024, Эль-Кусайр) — боевик Хезболлы, в 2011 году вместе с 3 другими боевиками проходивший обвиняемым в деле по убийству премьер-министра Ливана Рафика Харири.
Поскольку Хезболла выдавать его отказалась, процесс шёл заочно. Ему были предъявлены обвинения по 5 пунктам:
- Сговор с целью совершения теракта
- Теракт с применением взрывчатки
- Намеренное убийство Рафика Харири с применением взрывчатки
- Намеренное убийство 21 другого ливанца с применением взрывчатки
- Попытка убийства 231 другого ливанца с применением взрывчатки.

18 августа 2020 был признан спецтрибуналом по Ливану виновным по всем 5 пунктам; трибуналом был установлен факт намеренного и подготовленного убийства Харири, но не было установлено, что к этому причастна Хезболла или сирийский режим; с 3 других обвиняемых боевиков обвинения были сняты в связи с отсутствием улик.
11 декабря 2020 года был приговорён спецтрибуналом по Ливану к пожизненному заключению.
По информации канала аль-Арабия был убит израильским авиаударом 10 ноября 2024 года в окрестностях сирийского Кусейра.